# Fistel
En fistel (fra latin fistula = rør) er en abnormal forbindelse mellem to organer som normalt ikke skal være der. For eksempel kan det opstå fistler mellem tarmen og bughulen ved forskellige tarmsygdomme, bl.a. Crohns sygdom.
Fistel kan også benyttes i sangsammenhæng. Da betyder det at gå op i toneleje – falset (mandestemme) – "...at gå op i fistel".